# Zakrzowska Szpica

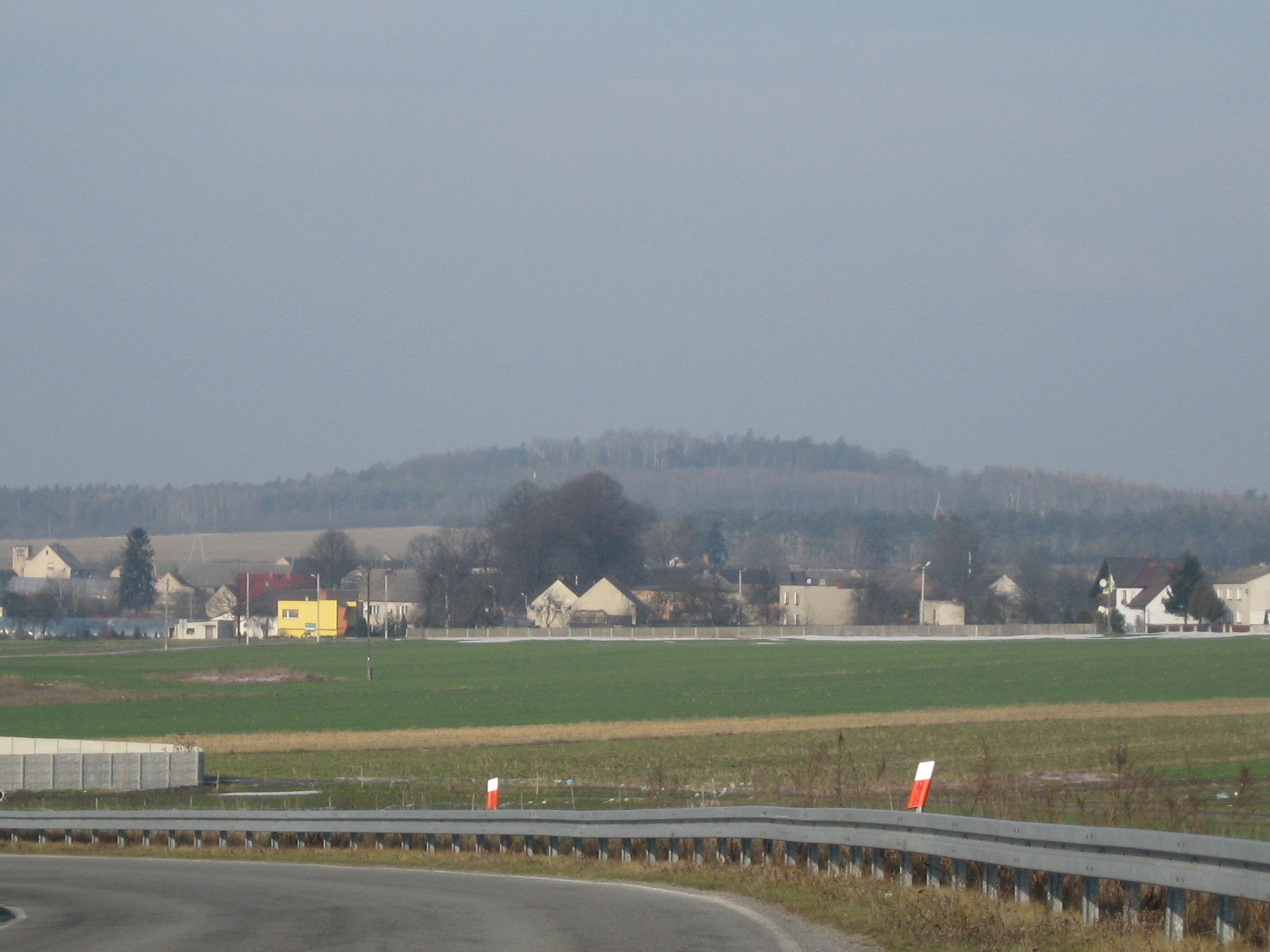
Zakrzowska Szpica-widok z wiaduktu autostrady A4 w Dąbrówce

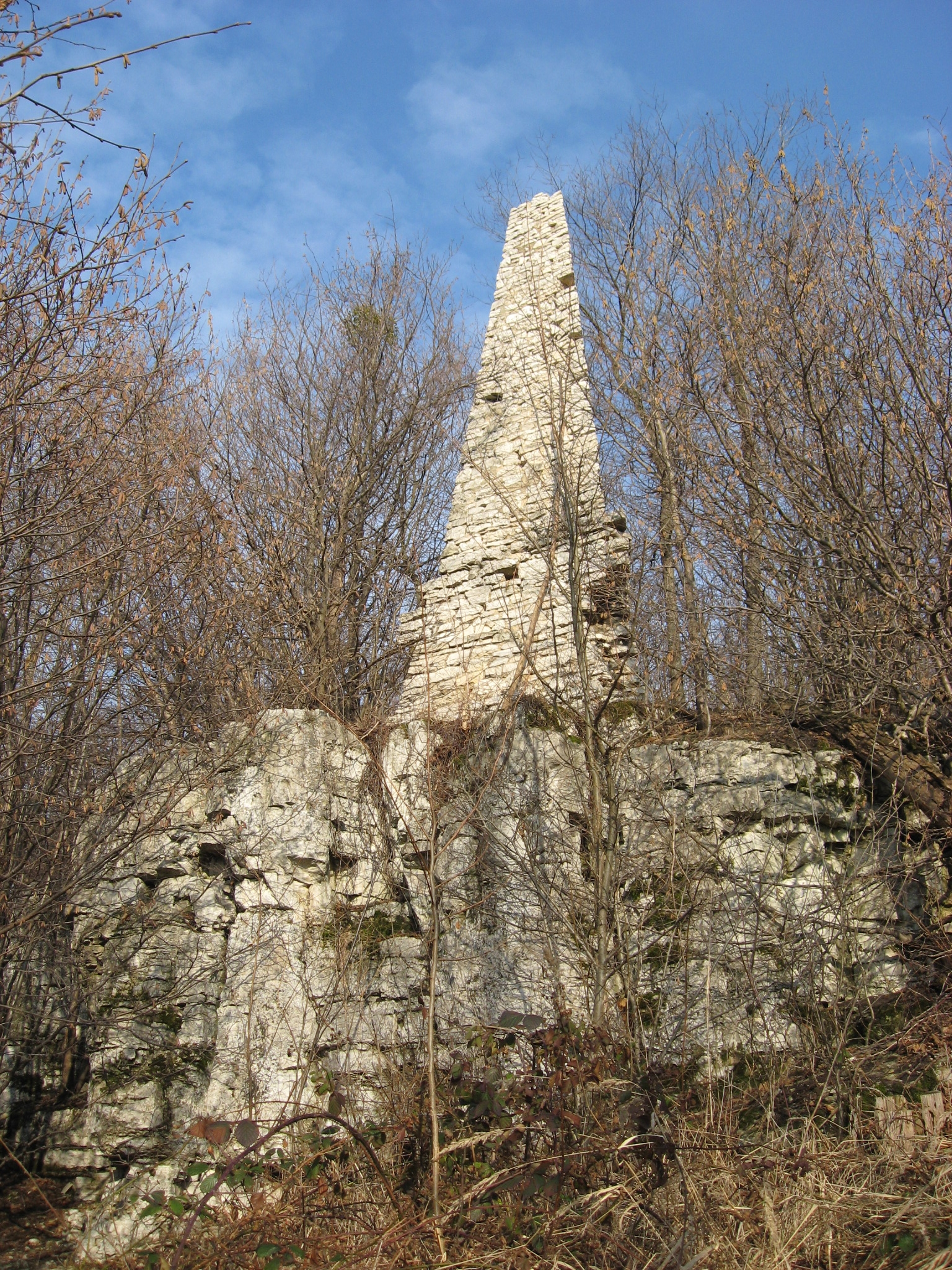
Kamienny obelisk na Górze Szpica

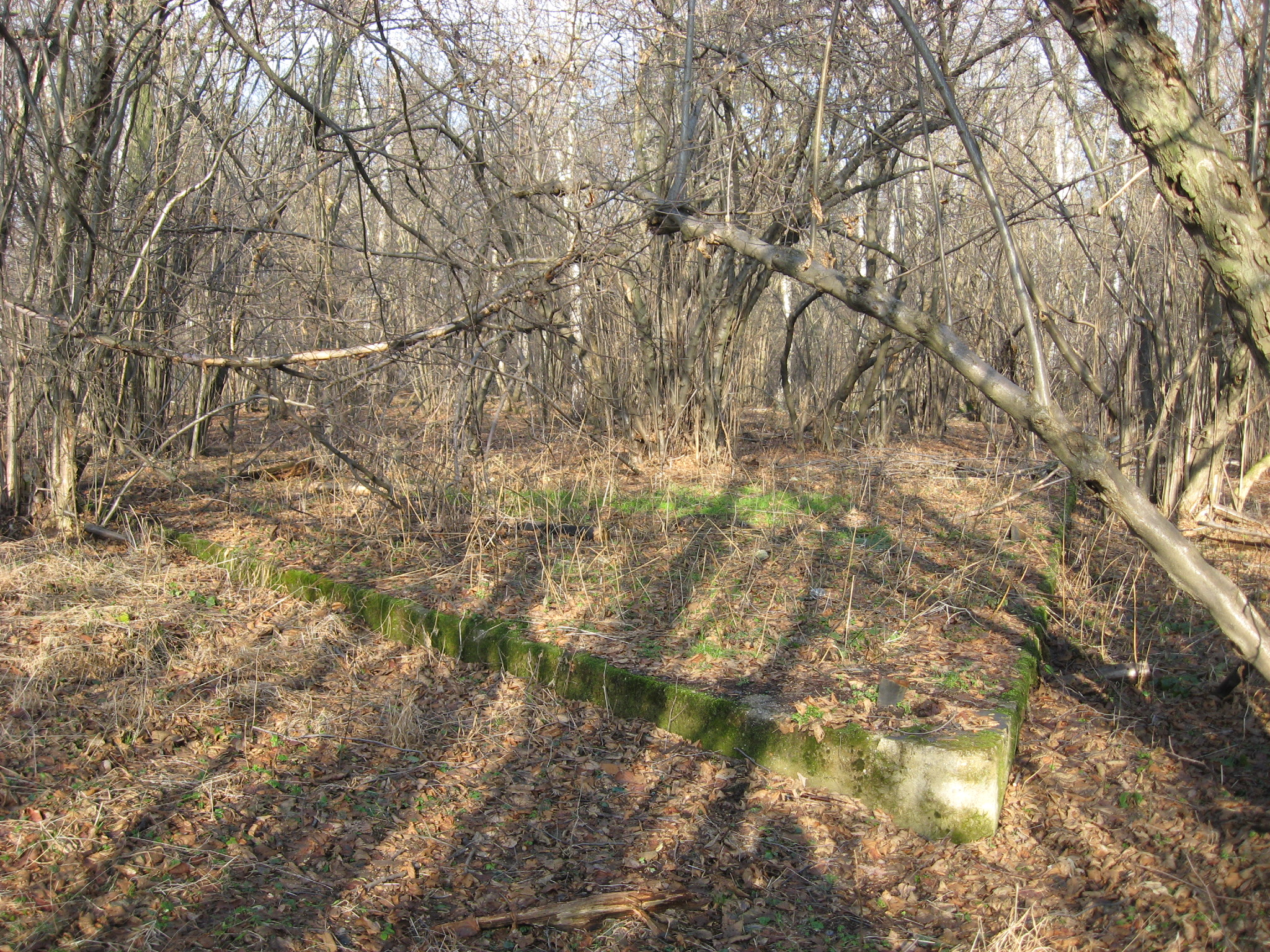
Pozostałość wieży obserwacyjnej z okresu II wojny światowej

Zakrzowska Szpica (niem. Sakrauer Berg, Sakrauer Spitze, 256 m n.p.m.) zwana również Górą Szpica – najwyższe wzniesienie gminy Gogolin (woj. opolskie), znajdujące się pomiędzy Strzelcami Opolskimi a Gogolinem. Położona jest na Wyżynie Śląskiej, w Grzbiecie Chełmu.
Wzniesienie uchodzi za jedno z najciekawszych miejsc regionu. Nazwa góry wywodzi się od pięciometrowego, kamiennego obelisku, zbudowanego w kształcie ostrosłupa, znajdującego się na jej szczycie. Upamiętnia on przejęcie Śląska przez Prusy i pochodzi ze schyłku XVIII w. Niegdyś stanowiła doskonały punkt widokowy na całą okolicę, a przy dobrych warunkach pogodowych nawet na Góry Opawskie. Obecnie, ze względu na porastający las i krzewy, obelisk jest ciężko spostrzec a widoczność ze szczytu ogranicza się do pobliskich drzew. Tuż za kamiennym ostrosłupem znajdują się pozostałości wieży obserwacyjnej z czasów II wojny światowej. Na górze znajdują się dwie odkrywki wapieni środkowotriasowych, tzw. formacji górażdżańskiej.

## Legenda
Legenda głosi, że owa kamienna wieża to pozostałość po dawnym zamku, którego właścicielem był zamożny, ale bardzo skąpy i chciwy władca, prowadzący niezwykle hulaszczy tryb życie. Pewnego dnia na zamku odbywała się uczta. Wokół rozlegał się śpiew i muzyka. W tym czasie przechodził tamtędy wędrowiec-żebrak, a może pielgrzym, który podążał do miejsca urodzenia św. Jacka w Kamieniu Śląskim. Strudzony wędrówką i spiekotą dnia zakołatał do bramy zamkowej, prosząc o lichą strawę i schronienie przed nadciągającą burzą. Nie dość, że nic nie otrzymał, to jeszcze poszczuto biedaka psami. Rozżalony żebrak przeklął pana i całe jego włości. Wnet sprawiedliwości stało się zadość. Tego samego dnia, podczas burzy, ognisty piorun uderzył prosto w zamek, który natychmiast zapadł się pod ziemię. Wokół pozostały jedynie porozrzucane głazy i kamienna wieża-szpica. Nikt nie uszedł z życiem. Po pewnym czasie, w okolicach góry zaczęły pojawiać się tajemnicze zjawy – biała dama z czarnym psem, trzymającym w pysku dwa płonące klucze zamczyska. Miejscowa ludność omijała to miejsce z daleka. Co jakiś czas pies pojawiał się pewnemu myśliwemu w lesie, lecz kiedy go chciał zabić, to strzelba, mimo że wypaliła, nie czyniła psu krzywdy. Z kolei z białą damą zetknęła się mieszkanka Kamienia Ślaskiego, kiedy to zbierała jagody w lesie. W samo południe pojawiła się obok niej i zagrodziła drogę ucieczki przerażonej kobiecie. Zjawa prosiła ją o codzienną modlitwę w jej intencji, w przeklętym miejscu zapadniętego zamku. Złożyła jednocześnie obietnicę staruszce, że wynagrodzi jej trudy nocnych wypraw na Szpicę. Zlękniona kobieta bardzo gorliwie wypełniała prośbę białej damy. Mimo podeszłego wieku wchodziła codziennie o północy na Szpicę i prosiła Boga o przebaczenie wyrządzonych ludziom krzywd przez właścicieli zamku. Tak też się stało, żona gospodarza zamku została uwolniona od ciążącej na niej klątwy. Wówczas w nagrodę biała dama przepowiedziała staruszce datę jej śmierci. Kobieta przyjęła tę wiadomość z wielka pokorą. Dokładnie rok później poczuła się słabo i położyła się do łóżka. Wtedy, ukazał się przed nią ów czarny pies z otwartą paszczą ziejącą ogniem i brzęczącymi kluczami. Pies przemówił ludzkim głosem i chciał, by staruszka również jego wybawiła z przekleństwa. Kobieta tak się przeraziła, że wnet umarła. A co z dziedzicem zaklętym w psa? Ponoć nadal włóczy się po lesie. Do dziś Góra Szpica owiana jest wielką tajemnicą. Jak głosi legenda, w lochach zapadniętego zamku znajduje się podziemne przejście w kierunku Dąbrówki, które kończy się przy drodze z Gogolina do Strzelec Opolskich. Najprawdopodobniej korzystali z niego zbóje najęci przez właściciela zamku, którzy napadali na skrzyżowaniu dróg na wędrujących tamtędy kupców i znikali ze zdobyczą w podziemnych lochach prowadzących do owego zamku.

## Jak dotrzeć
W miejscowości Dąbrówka, na drodze wojewódzkiej nr 409, ze Strzelec Opolskich do Krapkowic, mijamy czworoboczną kapliczkę słupową typu szwedzkiego z czasów wojny trzydziestoletniej, a po kilku metrach, tuż za przystankiem autobusowym należy skręcić w prawo i podążyć polną drogą, prowadzącą do Kamionka. Następnie, po około 1400 m. docieramy do granicy lasu, gdzie zostawiamy nasz środek lokomocji, i odbijając w prawo podążamy pieszo wzdłuż lasu (delikatne podejście w górę). Po około 300 m. należy wypatrywać (po lewej stronie) ścieżki wiodącej na szczyt góry.